# Clarissa (romanzo di Erico Verissimo)
Clarissa è il primo romanzo dello scrittore brasiliano Erico Verissimo originariamente pubblicato nel 1933. Racconta il risveglio di un'adolescente, Clarissa, alla vita, ai suoi sogni e alle sue delusioni. Il personaggio apparirà anche in altri tre romanzi di Erico: Caminhos Cruzados, Música ao Farge e Um Lugar ao Sol. . 

## Sinossi
Clarissa è una ragazza di tredici anni, figlia di contadini, che vive nella pensione di zia Eufrasina (Dona Zina) mentre studia a Porto Alegre. Nel piccolo universo della pensione in cui vive, la giovane entra in contatto con realtà che il suo ottimismo giovanile non immaginava esistessero: l'infedeltà di Ondina verso il marito Barata, la disabilità fisica di Tonico, le sofferenze della madre di Tonico, la povera e laboriosa vedova Dona Tatá, le discussioni politiche di Levinsky, un ebreo comunista che non perde l'occasione di puntare contro la religione cristiana, il ricco vicino, che contrasta con la povertà di Dona Tatá, l'amica civettuola Dudu, disapprovata da Eufrasina e l'infelicità e le delusioni del musicista Amaro, che nutre grande ammirazione per Clarissa. 
Amaro è un impiegato di banca che sogna di diventare un pianista e compone musica. Ha una passione segreta e platonica per Clarissa. Il personaggio principale diventa amico di Tonico, un ragazzo disabile che ha solo sua madre, una persona semplice che ha bisogno di lavorare come sarta per mantenere il figlio.
Non ci sono grandi colpi di scena drammatici in questo lavoro, rispetto ad altri dello stesso periodo. La ragazza racconta con naturalezza e con una certa innocenza ciò che le accade. L'unica grande rivelazione è quando scopre che Dona Ondina è sposata con un venditore ambulante, Barata, e ha una relazione con Nestor, uno scapolo che conduce una bella vita. Il modo in cui Verissimo racconta la storia cattura il lettore e la ricchezza di dettagli consente al lettore di avere un'idea di come erano le cose in Brasile in questo periodo. 
Clarissa è stata ispirata "da una ragazza che mio padre ha visto, ma non ha mai identificato", dice in un'intervista il figlio più giovane di Erico, anche lui scrittore, Luís Fernando Veríssimo.
Pur non essendo considerato (né dalla critica, né dallo stesso autore) come il più importante, ha aperto le porte a classici come "Guarda i gigli di campo" (1938) e la trilogia "O Tempo eo Vento" pubblicata negli anni 1949, 1951 e 1962.
L'affetto per il suo primo romanzo fu tale che, due anni dopo, Erico battezzò sua figlia con lo stesso nome della protagonista.